# Xicun (köpinghuvudort i Kina, Jiangxi Sheng, lat 27,76, long 114,22)
Xicun är en köpinghuvudort i Kina. Den ligger i provinsen Jiangxi, i den sydöstra delen av landet, omkring 190 kilometer sydväst om provinshuvudstaden Nanchang. Antalet invånare är 57 668. Befolkningen består av 28 229 kvinnor och 29 439 män. Barn under 15 år utgör 24,0 %, vuxna 15-64 år 67 %, och äldre över 65 år 7,0 %.
Runt Xicun är det tätbefolkat, med 343 invånare per kvadratkilometer. Närmaste större samhälle är Yichunshi, 16,8 km öster om Xicun. I omgivningarna runt Xicun växer huvudsakligen savannskog.
Genomsnittlig årsnederbörd är 2 270 millimeter. Den regnigaste månaden är maj, med i genomsnitt 375 mm nederbörd, och den torraste är oktober, med 33 mm nederbörd.